# Örsi Julianna
Örsi Julianna (Karcag, 1950. október 21. –) néprajzkutató, történész, nyugalmazott múzeumigazgató, újságíró, muzeológus.

## Életútja
Karcagon született 1950. október 21-én. Alap és középfokú tanulmányait szülővárosában végezte. Felsőfokú tanulmányait a debreceni Kossuth Lajos Tudományegyetem történelem-néprajz szakán végezte. Az egyetem elvégzését követően 1982 doktorált. A néprajztudomány kandidátusi fokozatot 1992-ben "Karcag társadalom szervezete a 18-20. században" című disszertációjával érdemelte ki. Ezt a művét 1995-ben az Akadémiai Kiadó könyv alakban is megjelentette.
1974-ben a Jász-Nagykun-Szolnok Megyei Múzeumok Igazgatóságán helyezkedett el 1982-ig a karcagi Györffy István Nagykun Múzeum muzeológusa volt. 
1982 őszén Dr. Örsi Julianna át vette a túrkevei Finta Múzeum irányítását. Munkássága idején kezdődött a modern technikai eszközök használata, valamint a civil szervezetek bevonása a múzeum működésébe. A Finta Múzeumot 1990-ben a Művelődésügyi Minisztérium tájmúzeumi rangra emelte. A múzeum igazgatása mellett Dr. Örsi Julianna volt 1996-2002 között a helyi újság a Túrkeve című önkormányzati lap főszerkesztője is. A múzeumot közel 26 éven keresztül vezette e mellett igen aktív tudományos munkát végzett. 2008. április 28-án adta át az intézmény irányítását, vonult nyugdíjba. Személye több, mint negyed századon keresztül meghatározta a Finta Múzeum profilját, ami utódját és munkatársait, a mai napig is jelentős feladat elé állítja.

## Tudományos munkássága
Fő kutatási területe: mikrotársadalom, lokális és vérségi közösségek a 18-20. században; életmódkutatás, családkutatás. Nyolc könyvet írt és kilencet szerkesztett. Tanulmányai száma meghaladja a százat.
Tudományos tevékenységét az egyetemi évei alatt kezdte el. Sikeres tudományos diákköri dolgozata után két tanulmányt is készített, amelyek megjelentek az Ethnographia szakfolyóiratban, illetve egy Hajdú-Bihar megyei múzeumi kiadványban. Az 1970-ben megkezdett néprajzi kutatómunkáját azóta is folyamatosan végzi.
Kutatásainak tárgya elsősorban az alföldi mezővárosok ezen belül a Nagykunság településeinek a 18-20. századai történelme. Komplex kutatási módszerekkel dolgozik egyaránt használja a történeti, néprajzi, demográfiai és szociológiai módszereket és forrásanyagokat. Tudományos módszerének a terepmunka, a levéltári kutatás és a múzeumi kutatás egyaránt részét képezi. Nagyon fontos szempontnak tekinti az általa kutatott települések családi és vérrokoni kapcsolatainak vizsgálatát.
Legfontosabb kutatási projektjei "A Nagykunság társadalomszervezete a 18-20. században", "Házassági kapcsolatrendszerek a Kárpát-medencében", és a 2001-ben elkezdett „Lokális közösségek, vérségi csoportok és az egyén helye, szerepe a változó társadalomban". Kutatásai során szorosan együttműködött különböző egyetemekkel és kutatóintézetekkel, mint például: az ELTE Szociológiai Tanszéke, a KLTE Néprajzi Tanszéke, a KSH Népességtudományi Intézete, az MTA Néprajzi Kutató Intézete, illetve az Alföldi Regionális Kutatási Központ.
Tagja a SIEF-nek (Nemzetközi Etnológiai és Folklór Társaság) és az ISFNR-nek (International Society for Folk Narrative Research).

## Kitüntetései
- 1978, 1982: Szolnok megye Kultúrájáért – nívódíj;
- 1980: Miniszteri dicséret;
- 1982: Gunda Béla-díj;
- 1984: Jankó János-díj;
- 1988: Szocialista kultúráért;
- 1993: Nagykunságért-díj;
- 1997: Szűcs Sándor tájkutató díj;
- 2000: Jász-Nagykun-Szolnok Megye közművelődési-díja;
- 2000: Túrkeve városért-díj.
- 2007: Magyar Köztársasági Érdemrend lovagkeresztje
- 2015: Magyar Érdemrend Tisztikeresztje.

## Legfontosabb művei
- Jászkunság Jász-Nagykun-Szolnok Megyei Tudományos Egyesület Évkönyve. Túrkeve: Jász-Nagykun-Szolnok Megyei Tudományos Egyesület, 2022
- Kihívások és válaszok a népi kultúrában Örsi Julianna válogatott írásai. Túrkeve: Magánkiadás, 2020
- Parasztvilág Túrkeve: Túrkevei Kulturális Egyesület, 2015
- Jegyzőgenerációk (Notary generations), vol. 1. Túrkeve: Túrkevei Kulturális Egyesület, 2011
- Múzeumi tükörkép (Museum reflection) vol. 1. Túrkeve: Túrkevei Kulturális Egyesület, 2008
- Művészeti értékek a Nagykunságon Túrkeve: Túrkevei Kulturális Egyesület, 2004
- Tiszavárkony Tiszavárkony: Száz Magyar Falu Könyvesháza Kht., 2002 (társszerző: I. Vadász)
- A Nagykunság 1848-49-ben Karcag: Barbaricum Könyvműhely, 1998
- Kossuth és a Jászkunság népe. Szolnok: Damjanich János Múzeum, 1994
- Földközelben Túrkeve: Túrkevei Kulturális Egyesület, 1994
- Tradition and modernisation in Culture of Great Cumania – Hagyomány és modernizáció a Nagykunság kultúrájában. Túrkeve: Jász-Nagykun-Szolnok Megyei Múzeumok Igazgatósága, 1992
- Karcag társadalomszervezete a 18-20. században, vol. 1. Budapest: Akadémiai Kiadó, 1990